# Atwood-Higgins Historic District
Der Atwood-Higgins Historic District ist ein Historic District in Wellfleet im Bundesstaat Massachusetts der Vereinigten Staaten auf der Halbinsel Cape Cod.  Der Distrikt ist Teil der Cape Cod National Seashore.
Der 24 Acres (9,7 ha) umfassende Atwood-Higgins Historic District befindet sich an der Südseite der ehemaligen Insel Bound Brook Island und ist das zentrale Element eines insgesamt 192 Acres (77,7 ha) großen Gebiets, zu dem auch eine 38 Acres (15,4 ha) große Salzwiese gehört. Das gesamte Areal wurde im Juli 1961 von George und Katharine Higgins in das Eigentum des National Park Service übertragen. Die im in das NRHP eingetragenen Distrikt stehenden Gebäude wurden zwischen 1730 und 1960 errichtet und repräsentieren die örtliche Geschichte der kolonialen Besiedlung, die Landwirtschaft im 18. und 19. sowie den Tourismus im 20. Jahrhundert.
Mit Blick auf die historische Bedeutung des Atwood-Higgins House wurde dieses erstmals am 30. Juli 1976 als Baudenkmal in das National Register of Historic Places (NRHP) eingetragen. Am 28. Juli 2010 wurde der Eintrag um weitere Gebäude sowie Landschaftsmerkmale und archäologisch bedeutende Orte zu einem Historic District erweitert. Das namensgebende Haus bildet heute das Kernstück des Distrikts.

## Geschichte

Feuerstelle im Erdgeschoss des Atwood-Higgins House

Thomas Higgins errichtete um 1730 das erste Haus an dieser Stelle. Archäologen konnten nachweisen, dass in der Gegend bereits 7000 Jahre zuvor menschliche Siedlungen bestanden hatten. Eine steinerne, dreieckige Projektilspitze – prähistorisch bekannt als Levanna Triangle – wurde in der Nähe des Haupthauses des Distrikts in den 1980er Jahren gefunden und auf ein Alter zwischen 445 und 1600 Jahren datiert. Das Gebiet wurde bereits von den ersten Kolonisten der 1640er Jahre für landwirtschaftliche Zwecke genutzt und verfügte über nur wenig Wald, was schon Mitte des 18. Jahrhunderts zu teilweise erheblicher Bodenerosion führte. Der Ausbau von Bound Brook Island zu einer wichtigen Küstensiedlung mündete schließlich in die Stadtgründung von Wellfleet.
Um 1730 entstand mit der östlichen Hälfte der erste Teil des Atwood-Higgins House, das von Thomas Higgins (1704–1789) aus Kiefernholz errichtet wurde. Ursprünglich ging man davon aus, dass das Gebäude bereits Mitte des 17. Jahrhunderts errichtet worden war, aber neuere Untersuchungen widerlegten diese Ansicht. Thomas heiratete 1727 Abigail Paine (1707–1743) und bekam mit ihr von 1727 bis 1743 insgesamt sechs Jungen und zwei Mädchen. Die Vorderseite ihres aus religiösen Gründen sehr schlicht gehaltenen Hauses zeigte – wie bei allen anderen Häusern am Cape Cod aus dieser Zeit auch – nach Süden, während der Dachfirst von Ost nach West verlief. Dies hatte zwei wesentliche Gründe: Zunächst wurde die Feuerstelle auf der Südseite der Häuser nur zu besonderen Anlässen – bspw. der Besuch eines Pfarrers oder eine Hochzeitsfeier bzw. Beerdigung – benutzt, sodass die Siedler den größten Teil des Jahres auf die wärmende Sonne angewiesen waren. Zweitens konnte so der Sonnenstand genutzt werden, um die ungefähre Tageszeit abzuleiten; bspw. schien zur Mittagszeit die Sonne in voller Stärke durch die Fenster auf der Vorderseite des Hauses.

Nordwestlicher Raum mit Feuerstelle im Atwood-Higgins House

Um 1771 verfügte Wellfleet – das damals noch Billingsgate hieß – über rund 1000 Einwohner und 30 Schiffe, welche die Stadt als Heimathafen nutzten. Auf Bound Brook Island lebten 20 Familien, und zugleich war die Insel Standort von Salzwerken, Windmühlen und Beobachtungsposten für Wale. 1837 gab es in Wellfleet 37 Salzwerke sowie eine starke Fischerei-Industrie, die sich auf Austern, Dorsche, Heringe und Makrelen spezialisiert hatte. Fracht und Post wurden mit Booten von und nach Boston transportiert, und die Gemeinde war ein wichtiger Standort von Methodisten-Camps.
Einer der Kapitäne in Wellfleet war Solomon Higgins, Kriegsveteran und Sohn von Thomas Higgins. Mit dem Tod seines Vaters 1789 erbte er das Haus und das zugehörige Grundstück. Da das Haus zwischen 1775 und 1790 erheblich erweitert worden war, geht man heute davon aus, dass Solomon bereits einige Zeit mit seinen Eltern in dem Haus gewohnt hatte. Er vererbte das Haus 1796 seinerseits an seinen ältesten Sohn Solomon, der es 1805 auf seine heutige Größe weiter ausbaute, die ungefähr das Doppelte der ursprünglichen Fläche belegt.

Küche im Atwood-Higgins House

Am 9. Februar 1805 erwarb Thomas Atwood gemeinsam mit seiner Ehefrau Abigail Hatch das Atwood-Higgins House von Solomon Higgins zum Preis von 53,62 US-Dollar (heute ca. 1.300 Dollar). Sie lebten dort mit ihren sieben Kindern sowie einigen Sklaven. Thomas Atwood, Jr. erwarb das Atwood-Higgins House am 15. April 1825 für 150 US-Dollar (heute ca. 4.200 Dollar).
In den Ergebnissen der Volkszählung im Jahr 1850 wird Thomas Atwood ein Immobilienbesitz im Wert von 400 Dollar (heute ca. 14.300 Dollar) zugeschrieben. Zu dieser Zeit wurde Duck Harbor zum Zentrum der örtlichen Seeschifffahrt, sodass viele Familien aus Wellfleet ihre Häuser auf den Inseln Bound Brook, Merrick und Griffin errichteten. 1830 wurde ein neuer Kai an der Mündung des Duck Creek errichtet, um die mittlerweile auf 2046 Einwohner angestiegene Bevölkerung sowie die ansässigen Industrien versorgen zu können.
Mit dem Bau der Cape Cod Railway und aufgrund der zunehmenden Versandung von Duck Harbor nahm die Bedeutung der Insel im 19. Jahrhundert jedoch kontinuierlich ab. Daher wurde das Stadtzentrum kurzerhand in Richtung Süden an die Mündung des Duck Creek verlegt, wo mit dem Wellfleet Harbor eine bessere Infrastruktur zur Verfügung stand. Postwendend zogen viele von Bound Brook Island weg und nahmen dabei nicht selten auch ihre Häuser mit. 1873 starb Thomas Atwood, Jr., nachdem er fast 50 Jahre lang in seinem Haus gelebt hatte. Dieses stand daraufhin die meiste Zeit leer, bis es 1919 von George K. Higgins – ein Nachfahre des ersten Eigentümers – erworben wurde. Er befreite es vom Wildwuchs und machte das Haus wieder bewohnbar. In den kommenden Jahrzehnten baute er die ehemalige Insel gemeinsam mit seiner Frau Katharine zu einem modernen Ferienort aus.